# جورج جي. أندرسون
جورج جي. أندرسون (بالإنجليزية: George G. Anderson)‏ هو متسلق الجبال أمريكي، ولد في 1839 في مونتروز في المملكة المتحدة، وتوفي في 8 مايو 1884.